# Indigofera hololeuca
Indigofera hololeuca är en ärtväxtart som beskrevs av William Henry Harvey. Indigofera hololeuca ingår i släktet indigosläktet, och familjen ärtväxter. Inga underarter finns listade i Catalogue of Life.